# 곤줄박이
곤줄박이(varied tit, 울음소리 (도움말·정보))는 참새목 박새과의 한 종으로, 한국에서는 텃새로, 박새처럼 흔히 볼 수 있는 새이다. 주로 산, 공원 등 숲이 우거진 곳에서 흔히 볼 수 있다.

## 생김새
생김새는 머리 위와 아래가 검은색이고, 눈을 지나는 중간이 주황색이다. 배는 주황색에서 갈색을 띤다.

## 분류
1845년 네덜란드의 동물학자 콘라트 야콥 테민크와 독일의 조류학자 헤르만 슐레겔에 의해 Parus varius라는 학명으로 처음 기재되었다. 20세기 말까지 대개 박새속(Parus)에 속하는 다른 종들과 함께 분류되었지만, 2005년 박새류의 미토콘드리아 DNA 서열을 조사한 분자계통학 연구 보고서에서는 이들을 다른 15여종의 생물들과 함께 Poecile속에 분류할 것을 제안했다. 2013년에는 미토콘드리아와 핵 서열을 모두 분석한 결과 Poecile속을 다시 한 번 나누어 곤줄박이를 Sittiparus속에 분류할 것을 제안하였다.

## 생태

### 서식지
박새, 오목눈이 등과 함께 서식하며 홀로 살기도 하고 떼를 짓기도 한다. 크기는 참새 정도이며 사람을 별로 두려워하지 않는 편으로 가로수, 정원수, 생울타리 등에서 쉽게 볼 수 있다. 새집을 지어 매달아 놓으면 종종 둥지를 짓고 새끼를 낳는다. 민원함에 둥지를 지은 곤줄박이 뉴스가 보도된 적이 있다.
국가별 서식지로 한국, 러시아, 중화인민공화국, 일본에 서식하며 이 중 한국과 일본에서는 전역(한반도 및 일본 열도 전체)에 서식한다. 중화인민공화국에서는 조선민주주의인민공화국과 국경을 접한 지역인 둥베이 일부에 서식하며 러시아에서는 프리모르스키 변경주에 일부 서식한다.

### 먹이
먹이는 곤충류를 먹으며, 땅콩 등을 놓아줘도 먹는다. 산속 뿐 아니라 공원, 주택가에 나무가 우거진 곳에서는 흔히 볼 수 있으며 가늘고 높은 소리로 운다.